# ルルル文庫
ルルル文庫（ルルルぶんこ）は、小学館から発行されていたライトノベル系文庫レーベル。2007年5月24日創刊。

## 概要
2005年から2006年にかけて休刊した同社・パレット文庫及びキャンバス文庫の路線を継承する一方、2001年に休刊したスーパークエスト文庫のファンタジー路線も継承していた。
創刊1年前の2006年4月より姉妹レーベルのガガガ文庫と共同で「小学館ライトノベル大賞」を開催しており、さらにイラストレーターもサイト上で公募したり、創作系同人誌即売会・コミティアで「出張編集部」を出展し持ち込みを受け付けるなど徹底して新人の発掘・育成を重視する路線を取っている。
創刊時は英語圏のファンタジーの翻訳作品なども刊行されていたが、現在は日本人作家の作品のみとなっている。
2010年からフラワーコミックスと同じ版形のフラワーコミックスルルルnovelsというサブレーベルも扱った。こちらはノベライズが主だったレーベルだが、版形を変えたルルル文庫の作品の再刊行（「舞姫恋風伝」や、ノベライズも含めれば「ふしぎ遊戯 玄武開伝 絆〜遥かなる風の子ら〜」がそうである）もされている。
2016年4月26日、小学館ライトノベル大賞ルルル文庫部門の原稿募集を中止することが発表され、2018年12月26日発売の「乙女なでしこ恋手帖」の最終巻（シリーズの電子専売を含めると2019年1月18日）の刊行でレーベルの幕を閉じた。

## ルルル文庫作品一覧
フォーマット
- シリーズタイトル（著者,原作者,編集者など/イラスト,デザインなど）

以下に作品を追加するときには、作品を五十音順に並べ、著者名の他、完結済みかどうかも出来る限り併記してください。また、新たに記事を作るときはリンクをつけてください。

### あ行
- 愛玩王子（片瀬由良/凪かすみ）
- 悪役令嬢ヴィクトリア（菅原りであ/増田メグミ）
- アラビアンローズ（深山くのえ/増田メグミ）
- いじめ 14歳のMessage（林慧樹/片桐郁美）
- ヴァンパイア・キス（作：マリ・マンクーシ 訳：笠井道子/吉原世）
- Wishing Moon 月に願いを（作：マイケル.O.タンネル 訳：東川えり/氷堂れん）
- ヴェルアンの書（榎木洋子/あき）
- エノーラ・ホームズの事件簿シリーズ 既刊5巻（作：ナンシー・スプリンガー 訳：杉田七重/甘塩コメコ）
- エンドロールまであと、（壁井ユカコ/太田早紀）
- 桜嵐恋絵巻（深山くのえ/藤間麗）
- オーバーン城の夏（作：シャロン・シン 訳：東川えり/黒百合姫）
- 黄金の剣は夢を見る（西谷史/睦月ムンク）
- 横柄巫女と宰相陛下（鮎川はぎの/彩織路世）
- オラクルの光（作：ヴィクトリア・ハンリー 訳：杉田七重/星樹）

### か行
- 怪盗Jを探せ!（飯坂友佳子）
- 還ってきた娘（篠原千絵）
- キャンディ・ポップ（倉吹ともえ/ねぎしきょうこ）
- 今日、恋をはじめます初恋のプレリュード（原作・イラスト：水波風南/高瀬ゆのか）
- 銀のコインは愛を伝える（西谷史/睦月ムンク）
- クラシカルロマン（華宮らら/石据カチル）
- クリセニアン夢語り（ひかわ玲子/おおや和美）

### さ行
- サークル・マジック（作：タモラ・ピアス 訳：西広なつき/皇ソラ）
- さくらの咲く頃（片瀬由良/くまの柚子）
- 沙漠の国の物語（倉吹ともえ/片桐郁美）
- 侍ニーティ（みどうちん/片桐郁美）
- CP〜しんどうくんの憂鬱〜（小野みずほ/眠民）
- 珠華繚乱（宇津田晴/山下ナナオ）
- 女王家の華燭（葵木あんね/日野杏寿）
- シャーレンブレン物語（柚木空/鳴海ゆき）
- 水恋戯（弓束しげる/高星麻子）
- 好きです鈴木くん!!─ピュア・ホワイト・ラブ─（原作・イラスト：池山田剛/時海結以）
- 聖杯は迷宮に誘う（西谷史/睦月ムンク）
- 絶対彼氏。［番外編］アリガトウ。（原作・イラスト：渡瀬悠宇/片瀬由良・たちばなかをる）
- 双剣の影使い 夕映えの丘のリーザ（月野美夜子/梨月詩）
- 空色のリンク（中里融司/騎羅）
- 天は赤い河のほとり外伝（篠原千絵）

### た行
- ダイヤモンド・スカイ（本宮ことは/伊藤明十）
- チェンジリング・シー（作：パトリシア・A・マキリップ 訳：柘植めぐみ/蒼兎雲）
- 蝶の大陸（入皐/カズアキ）
- 月と太陽の国語り 〜夜半（よわ）に咲く花〜（花村りく/わたなべ志穂）

### な行
- 七番目の世界（中村涼子/高里雪）
- 二の姫の物語（原作・イラスト：和泉かねよし/深山くのえ）
- NOTTE（弓束しげる/サカノ景子）

### は行
- パイレーティカ -女海賊アートの冒険-（作：タニス・リー 訳：築地誠子/渡瀬悠宇）
- ハウス・オブ・マジシャン（作：メアリー・フーパー 訳：中村浩美/香坂ゆう）
- 花姫恋芝居（宇津田晴/山下ナナオ）
- 封殺鬼（霜島ケイ） - キャンバス文庫より継承
- ふしぎ遊戯 玄武開伝 〜遙かなる風の子ら〜（原作・イラスト：渡瀬悠宇/高殿円）
- BURAIなやつら（あまね翠/遠藤海成）
- BLACK BIRD -MISSING-（原作・イラスト：桜小路かのこ/時海結以）
- プリンセスハーツ（高殿円/香代乃→明咲トウル）

### ま行
- 舞姫恋風伝（深山くのえ/藤間麗）全４巻
- ミスフィットの秘密（作：イゾベル・カーモディー 訳：東川えり/ギンカ）

### や行
- 幽霊伯爵の花嫁（宮野美嘉/増田メグミ）
- 妖精とキス（弓束しげる/日野杏寿）
- 世直士学園（七海花音/RURU）

### ら行
- ラブ&セレブ（あまね翠/彩織路世）
- 黎明のアルカナ –始まりの刻–（原作・イラスト：藤間麗：鮎川はぎの）
- レティーシュ・ナイツ（榎木洋子/結賀さとる）

### わ行
- 悪い魔法使いはいりませんか?（矢貫こよみ/サカノ景子）

## 翻訳作品一覧
著者名50音順
- イゾベル・カーモディー（en:Isobelle Carmody） - ミスフィットの秘密 （全1巻）
  - 訳：東川えり/イラスト：ギンカ
- シャロン・シン（en:Sharon Shinn） - オーバーン城の夏 （上下巻）
  - 訳：東川えり/イラスト：黒百合姫
- ナンシー・スプリンガー（Nancy Springer） - エノーラ・ホームズの事件簿 （既刊5巻）
  - 訳：杉田七重/イラスト：甘塩コメコ
- マイケル.O.タンネル（Michael O. Tunnell） - Wishing Moon 月に願いを （上下巻）
  - 訳：東川えり/イラスト：氷堂れん
- ヴィクトリア・ハンリー（en:Victoria Hanley） - オラクルの光 （既刊2巻）
  - 訳：杉田七重/イラスト：星樹
- タモラ・ピアス（en:Tamora Pierce） - サークル・マジック （全4巻）
  - 訳：西広なつき/イラスト：皇ソラ
- メアリー・フーパー（Mary Hooper） - ハウス・オブ・マジシャン （既刊2巻）
  - 訳：中村浩美/イラスト：香坂ゆう
- パトリシア・A・マキリップ（Patricia A. McKillip） - チェンジリング・シー （全1巻）
  - 訳：柘植めぐみ/イラスト：蒼兎雲
- マリ・マンクーシ（en:Mari Mancusi） - ヴァンパイア・キス （全3巻）
  - 訳：笠井道子/イラスト：吉原世
- タニス・リー（Tanith Lee） - パイレーティカ -女海賊アートの冒険- （上下巻）
  - 訳：築地誠子/イラスト：渡瀬悠宇

刊行が予告されている作品
- Emily Gould & Zareen Jaffery - "HEX EDUCATION" （訳：柘植めぐみ）
- Marissa Doyle - "Bewitching Season" （訳：笠井道子）
- Ying Lee - "THE AGENCY SPY IN THE HOUSE" （訳：柘植めぐみ）

## 関連書籍
- はやわかり!! ライトノベル・ファンタジー

2006年9月初版 ISBN 4091063136